# Elecciones federales de Alemania Occidental de 1965
Las elecciones federales de Alemania Occidental de 1965 tuvieron lugar el domingo 19 de septiembre del mencionado año con el objetivo de renovar los 496 escaños electos del Bundestag, con 22 escaños delegativos sin derecho a voto para representar a Berlín Oeste, lo que daría un total de 518 escaños a renovar. Fueron las quintas elecciones desde el final de la Segunda Guerra Mundial y las primeras desde la renuncia de Konrad Adenauer, en octubre de 1963, reemplazado desde entonces por el exministro de Finanzas Ludwig Erhard.
A pesar de las secuelas del Escándalo Spiegel, que llevaron a la renuncia de Konrad Adenauer y su reemplazo por Ludwig Erhard, la popularidad personal de este último como ministro de Finanzas responsable del milagro económico alemán llevó a que la oficialista Unión o CDU/CSU (frente formado por la Unión Demócrata Cristiana y la Unión Social Cristiana de Baviera) obtuviera una quinta victoria consecutiva con el 47.59% del voto popular, revalidando exactamente los 251 escaños que había logrado en la elección anterior, aunque con la variación de que la CDU ganó una banca y la CSU perdió otra. El Partido Socialdemócrata de Alemania (SPD), principal partido de la oposición, que se presentaba bajo la candidatura de Willy Brandt, logró por cuarta vez experimentar crecimiento de votos y escaños, siendo para entonces el único partido que había participado desde las elecciones de 1949 sin sufrir debacles, aunque estuvo todavía muy lejos de alcanzar al oficialismo con un 39.28% y 217 escaños, lo que fue, sin embargo, su mejor resultado histórico hasta el momento. El Partido Democrático Libre (FDP), muy debilitado por su apoyo al último mandato de Adenauer, obtuvo el 9.49% de los votos y 50 escaños. Si bien logró por segunda vez monopolizar los escaños restantes entre la CDU/CSU y el SPD, conservando su posición de tercero definitorio, perdió 17 bancas y casi un millón de votos.
En el plano de los partidos minoritarios, la elección de 1965 marcó el debut electoral del Partido Nacionaldemócrata de Alemania (NPD) fuerza de carácter neonazi que sucedió al Partido del Imperio Alemán en 1964. Este partido logró el cuarto lugar con el 2.04% de los votos, sin lograr obtener ningún escaño. La Unión Alemana de la Paz (DFU), que buscaba la reunificación con la República Democrática Alemana, perdió casi un tercio de los votos obtenidos en 1961 y logró solo el quinto lugar y un 1.33%, sin lograr ninguna representación. Las restantes fuerzas solo obtuvieron el 0.27% todas juntas. La participación se ubicó en un 86.77% del electorado registrado.
Si bien Erhard logró recrear la coalición entre la CDU/CSU y el FDP, en 1966 esta entraría en crisis por cuestiones presupuestarias. A partir de diciembre ese año, Erhard renunció y fue reemplazado por Kurt Georg Kiesinger, quien se las arregló para convencer al SPD de formar la primera gran coalición (Große Koalition) del bipartidismo alemán, coalición que no se repetiría hasta la lograda por Angela Merkel en 2005.

## Antecedentes

### Último mandato de Adenauer
Tras las elecciones de 1961, Adenauer logró un cuarto mandato apoyado por el FDP con la condición de que debía designar un sucesor y dimitir antes de que terminara el mandato parlamentario. El período final del anciano canciller (de 87 años para 1963) en el gobierno, por lo tanto, se vio ensombrecido por su insistencia en permanecer en el poder tras catorce años de gobierno, y su rechazo a la idea de que el Reino Unido se uniera a la Comunidad Económica Europea. En octubre de 1962, tuvo lugar el Escándalo Spiegel, que sucedió luego de que la policía arrestara a cinco periodistas del periódico Der Spiegel, acusándolos de espionaje por publicar un memorando que detallaba las debilidades en las fuerzas armadas de Alemania Occidental. Adenauer, cuyas campañas electorales previas se habían centrado en la defensa de la libertad de expresión y la democracia liberal rechazando los autoritarismos de los regímenes comunistas del este, no había iniciado los arrestos, pero inicialmente defendió al responsable, el ministro de Defensa Franz Josef Strauß, y calificó el memorándum de Der Spiegel de "abismo de traición". Estas declaraciones provocaron una fuerte indignación pública y las relaciones con el FDP, cada vez más deterioradas por la supuesta "eternización" de Adenauer, se desquebrajaron aún más luego de que el socio de coalición liberal emitiera una fuerte protesta.
Adenauer logró permanecer en el cargo durante casi un año más, pero el escándalo aumentó la presión sobre él para cumplir su promesa de renunciar antes del final del mandato. En último tiempo, comenzó a tener choques con Ludwig Erhard, su sucesor original, y trató de bloquear sus aspiraciones a la cancillería. En enero de 1963, Adenauer apoyó en privado los intentos del presidente francés Charles de Gaulle para vetar los intentos del Reino Unido de unirse a la CEE, evitando decirlo abiertamente solo para preservar la unidad de su gabinete, donde había muchas voces favorables a la integración británica en el cuerpo. Un francófilo, Adenauer consideraba que la alianza franco-germana era clave para la paz y la prosperidad europeas y consideraba que el Reino Unido sería una fuerza disruptiva dentro de la CEE. Sin embargo, los esfuerzos para evitar el ascenso de Erhard a la jefatura del gobierno fueron en vano, y finalmente, en octubre de 1963, Adenauer aceptó renunciar, entregando a quien fuera su ministro de Finanzas el cargo. A pesar de esto, mantuvo la presidencia de la CDU.

### Gobierno de Erhard
El 15 de octubre de 1963, Erhard fue juramentado como Canciller Federal de la República en forma interina. Al día siguiente, fue ratificado en el cargo por el Bundestag hasta el final del mandato con 279 votos a favor y 180 en contra. Considerado como el principal responsable junto con Adenauer de la recuperación política y económica de la posguerra (Wirtschaftswunder o Milagro Alemán) y gran promotor de la economía social de mercado (Soziale Marktwirtschaft), Erhard creía que todos los problemas mundiales podían resolverse a través del libre comercio, destacó su política exterior por un intento de acercamiento hacia el gobierno soviético de Nikita Jrushchov, llegando a proponerle un "préstamo" de 25$ millones de dólares a cambio de que permitiera la reunificación alemana. Aunque el líder soviético secretamente pareció estar de acuerdo con negociar y pactar con Erhard, la propuesta quedó en un punto muerto con el derrocamiento de Jrushchov el 14 de octubre de 1964. El intento de Erhard de esencialmente "comprar Alemania Oriental" fue considerado "a medio hacer y poco realista" por el entonces Secretario de Estado de los Estados Unidos, George Wildman Ball. A pesar de tener ideologías similares y de haberse presentado como candidato de la CDU/CSU, Erhard no era miembro de ninguno de los dos partidos y, de hecho, desconfiaba de la política partidaria, a pesar de la insistencia de Adenauer antes de entregarle el cargo de que se afiliara formalmente a la CDU. A pesar de sus diferencias con el partido, Erhard supo manejar la economía y mantenerla estable durante sus primeros dos años en el cargo, por lo que se esperaba que lograra la reelección de cara a los comicios venideros.

## Sistema electoral
Las leyes electorales, fuera del hecho de que el Bundestag tiene un mandato de cuatro años y que toda persona mayor de edad (a partir de los 18) tiene derecho a votar y ser elegida (principios consagrados en la Ley Básica), están regulados por la Ley Electoral Federal. De los 518 escaños del Bundestag, 496 son elegidos por sufragio universal para un mandato de cuatro años reelegibles mediante un sistema mixto que combina representación proporcional por listas con escrutinio mayoritario uninominal. Aunque Berlín Oeste formalmente no formaba parte de Alemania Occidental, tenía 22 delegados sin derecho a voto designados de manera proporcional a la legislatura local de la ciudad, completando el total de 518 escaños parlamentarios.
De los 496 escaños electos, 248 escaños son elegidos mediante sistema uninominal, con el país dividido en 248 distritos que representaban un diputado cada uno. Los 248 restantes serían distribuidos proporcionalmente sobre la base de los votos recibidos por la lista de cada partido a nivel nacional. Desde 1953, los alemanes deben emitir dos votos, uno para el candidato presentado por el partido de su elección en su distrito federal (Erststimme o Primer Voto), y otro para la lista del partido a nivel nacional (Zweitstimme o Segundo Voto). La práctica común es que los candidatos uninominales directos también se colocan en las listas electorales en las clasificaciones más altas como una alternativa si no ganan en sus distritos.
La cláusula del cinco por ciento establece que cada partido debe recibir, al menos, el 5% de los votos a nivel nacional para acceder a la representación parlamentaria, permitiendo que los partidos que no hayan recibido escaños uninominales, pero sí hayan obtenido más del 5%, puedan tener representación.

## Campaña

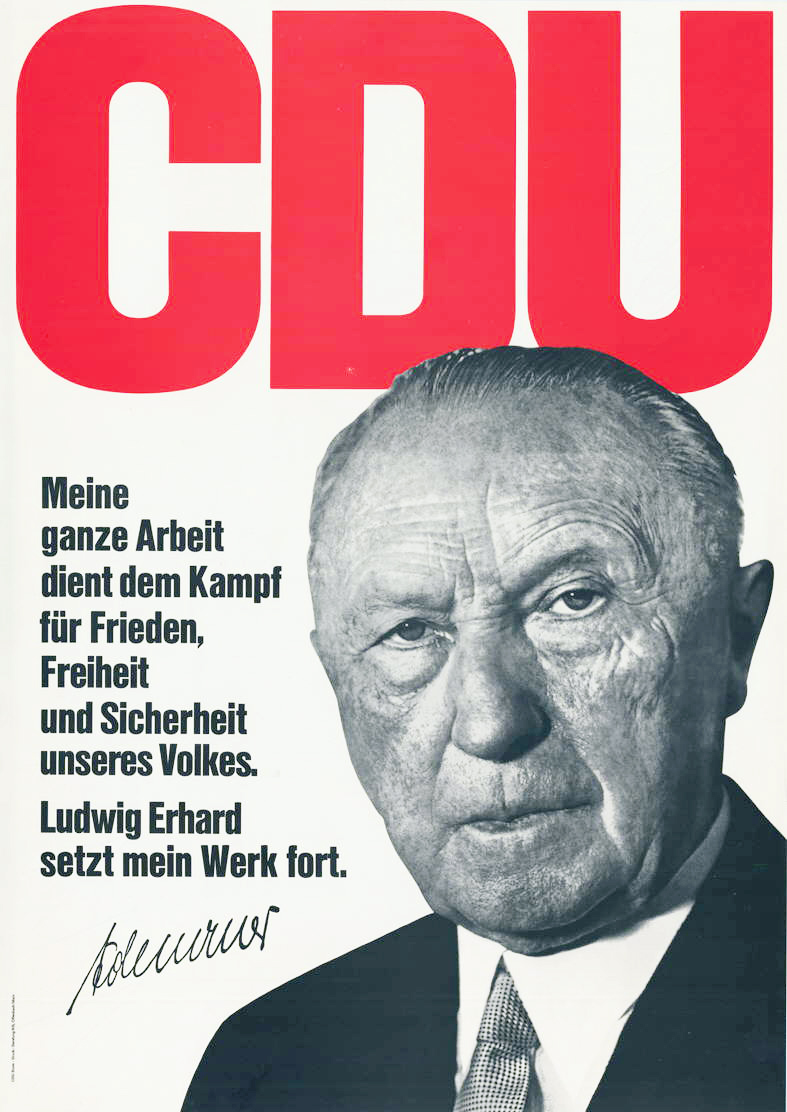
Afiche electoral de la CDU, con la cara de Adenauer.

En general, se consideraba que la CDU/CSU lograría otra amplia victoria, sobre todo habiendo tenido lugar la salida del poder de Adenauer. Erhard basó su campaña en el buen rendimiento económico que sus políticas habían llevado a la Alemania Occidental de la posguerra, y declaró la necesidad de un continuismo. Para asegurar su victoria en esta elección del Bundestag, el nuevo canciller prometió recortar el impuesto a la renta y aumentar el gasto del programa social.
Mientras que Erhard buscaba perfilarse como "padre del milagro económico" y constituirse una popularidad personal, su campaña en esencia lo retrató como el "gran sucesor de Adenauer", destacando un afiche en el que se veía la fotografía del antiguo canciller con las palabras: "Todo mi trabajo está dedicado a la lucha por la paz, la libertad y la seguridad de nuestra gente. Ludwig Erhard continuará con mi trabajo" y la firma de Adenauer debajo. Después de haber sido su candidato en las anteriores elecciones, Willy Brandt asumió la conducción del Partido Socialdemócrata el 16 de febrero de 1964, luego del fallecimiento de Erich Ollenhauer, con un programa muy similar al de los anteriores comicios.

## Resultados
La Unión revalidó su mandato por aplastante margen con el 47.59% de los votos, en gran medida favorecida por la popularidad personal de Erhard y la renuncia anticipada de Adenauer. El Partido Socialdemócrata, pesar de que llevó adelante una fuerte campaña y de recibir el que en ese momento fue su mejor resultado histórico (39.28%, superando por primera vez el 37.86% de 1919) no logró imponerse ante el oficialismo. El bipartidismo aumentó notoriamente la polarización con respecto a las anteriores elecciones, con una capitalización del 86.87% entre ambos partidos. El FDP, aunque continuó siendo el único tercer partido en obtener bancas, no pudo evitar sufrir un declive por la marcada polarización y perder 17 escaños, con el 9.49% de los votos y 50 bancas. En cuarto lugar se ubicó el neonazi Partido Nacionaldemócrata de Alemania (NPD) que obtuvo el 2.04%, y en quinto lugar la izquierdista Unión Alemana de la Paz (DFU), marcando el colapso electoral absoluto de la extrema derecha y la extrema izquierda, y la monopolización de ambos espectros políticos por la CDU/CSU y el SPD. La participación decreció un casi punto porcentual con respecto a al anterior elección, con un 86.77% de concurrencia.
|  | 38.94 % |

|  | 37.97 % |

|  | 9.70 % |

|  | 8.65 % |

|  | 48.82 % |

|  | 45.32 % |

|  | 40.07 % |

|  | 39.28 % |

|  | 7.90 % |

|  | 9.49 % |

|  | 1.81 % |

|  | 2.04 % |

|  | 1.19 % |

|  | 1.33 % |

|  | 0.14 % |

|  | 0.16 % |

|  | 0.04 % |

|  | 0.06 % |

|  | 0.02 % |

|  | 0.03 % |

|  | 0.00 % |

|  | 0.01 % |

|  | 0.00 % |

|  | 0.00 % |

|  | 97.07 % |

|  | 97.62 % |

|  | 2.93 % |

|  | 2.38 % |

|  | 100.00 % |

|  | 100.00 % |

|  | 86.77 % |

## Consecuencias
Después de las elecciones, Erhard logró formar una nueva coalición con el FDP y fue reelegido Canciller Federal el 20 de octubre con 272 votos a favor, 200 en contra y 15 abstenciones. El gobierno de coalición cayó en noviembre de 1966. Erhard debió dimitir para ser suplantado por Kurt Georg Kiesinger, quien luego de lograr una gran coalición con el SPD, sería elegido el 1 de diciembre por 340 votos a favor 109 en contra y 23 abstenciones.